# Чемпіонат світу з водних видів спорту 2024
Шаблон:Чемпіонат світу з водних видів спорту 2024
Чемпіонат світу з водних видів спорту 2024 — 21-й за ліком Чемпіонат світу з водних видів спорту. Відбувся в Досі (Катар) і тривав з 2 до 18 лютого 2024 року.

## Місце проведення
Цей чемпіонат світу мав відбутися у листопаді 2023 року, але через перенесення попереднього чемпіонату світу в Фукуоці з 2021 року на 2022 рік, а потім на липень 2023 року через пандемію Ковід-19, цей чемпіонат відбувся у лютому 2024 року.
Вперше змагання такого рівня відбулися у країні Середнього Сходу. До цього Доха приймала чемпіонат світу з плавання на короткій воді у 2014 році, а також з 2012 по 2021 роки приймала етапи Кубка світу з плавання.
У турнірі візьме участь найбільша кількість спортсменів, близько 2600 учасників з 201 країни, а також 75 учасників з команди-біженців. Серед плавців лише 7 чинних чемпіонів з 22 переможців, будуть захищати свої титули. Багато плавців, а також представники федерацій, висловлювали занепокоєння терміном проведення змагань, оскільки вони відбувається за п'ять місяців до Олімпійських ігор.  

## Розклад
В загальному буде розіграно 75 комплектів нагород у шести дисциплінах. Розклад змагань повернувся до класичного формату: артистичне плавання, стрибки у воду, плавання на відкритій воді та водне поло розпочнуться в перший тиждень, а по їх завершенню розпочнуться змагання з плавання та хай-дайвінгу.
| ● | Церемонія відкриття | ● | Відбіркові змагання | ● | Фінали | ● | Церемонія закриття | Ч | Матчі чоловічих збірних | Ж | Матчі жіночих збірних |

| Лютий                      | 2 | 3 | 4  | 5  | 6  | 7  | 8  | 9  | 10 | 11 | 12 | 13 | 14 | 15 | 16 | 17 | 18 | Комплектів медалей |
| -------------------------- | - | - | -- | -- | -- | -- | -- | -- | -- | -- | -- | -- | -- | -- | -- | -- | -- | ------------------ |
| Церемонії                  | ● |   |    |    |    |    |    |    |    |    |    |    |    |    |    |    | ●  | -                  |
| Плавання                   |   |   |    |    |    |    |    |    |    | 4  | 4  | 5  | 5  | 5  | 5  | 6  | 8  | 42                 |
| Плавання на відкритій воді |   | 1 | 1  |    |    | 2  | 1  |    |    |    |    |    |    |    |    |    |    | 5                  |
| Артистичне плавання        | ● | 1 | 2  | 2  | 2  | 1  | 1  | 1  | 1  |    |    |    |    |    |    |    |    | 11                 |
| Стрибки у воду             | 2 | 2 | 1  | 1  | 1  | 2  | 1  | 1  | 2  |    |    |    |    |    |    |    |    | 13                 |
| Хай-дайвінг                |   |   |    |    |    |    |    |    |    |    |    | ●  | 1  | 1  |    |    |    | 2                  |
| Водне поло                 |   |   | Ж  | Ч  | Ж  | Ч  | Ж  | Ч  | Ж  | Ч  | Ж  | Ч  | Ж  | Ч  | Ж  | Ч  |    | 2                  |
| Комплектів медалей         | 2 | 4 | 4  | 3  | 3  | 5  | 3  | 2  | 3  | 4  | 4  | 5  | 6  | 6  | 6  | 7  | 8  | 75                 |
| Загалом медалей            | 2 | 6 | 10 | 13 | 16 | 21 | 24 | 26 | 29 | 33 | 37 | 42 | 48 | 54 | 60 | 67 | 75 | 75                 |